# 개릿 캠프
개릿 M. 캠프(영어: Garrett M. Camp, 1978년 10월 4일 ~ )는 캐나다의 기업인이다. 소셜 네트워크 회사 스텀블어폰(StumbleUpon)과, 운송 네트워크 서비스 회사 우버(Ube)의 창립자, 경영자로 알려져 있다.
캠프는 캐나다 출신의 사업가로 현재는 미국 샌프란시스코에 거주하고 있다. 그는 캘거리 대학교를 졸업했으며, 동업자들과 함께 2001년 스텀블어폰을 만들었다. 2008년에는 트래비스 캘러닉을 만나 우버를 제작했다.